# Бендзинський замок
Бендзинський замок — середньовічна фортеця в місті Бендзин в Польщі, розташована на пагорбі на лівому березі річки Чорна Пшемша. Замок належить до системи оборонних укріплень, яка відома як Орлині Гнізда.

## Історія

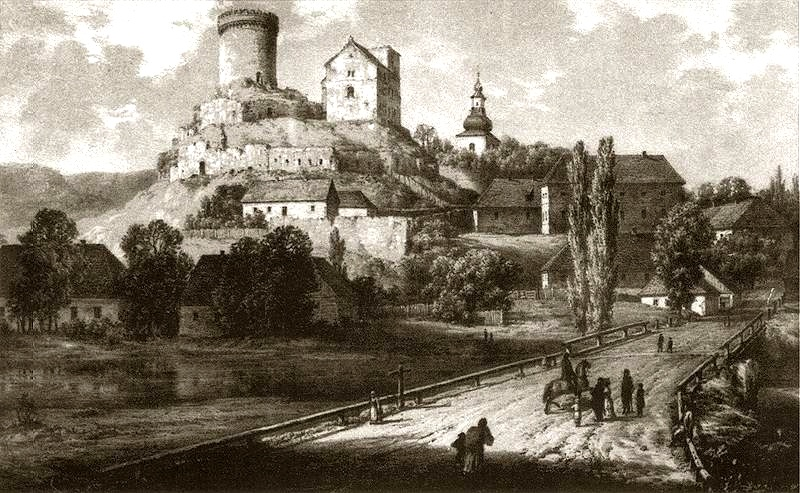
Замок на літографії Наполеона Орди, орієнтовно у 1881 році

Історія оборонних фортифікацій у Бендзині сягає ще IX століття. Вже в той час на замковій горі існувало укріплення, яке ймовірно належало племені віслян чи його західному відгалуженню.
В другій половині XIII століття, швидше всього за панування Болеслава Сором'язливого, тут було споруджено кам'яну вежу. Перетворення дерев'яного замку на кам'яну споруду ймовірно відбулося у першій половині XIV століття, за розпорядженням польського короля Казимира Великого та було пов'язаним з потребою оборони західних кордонів Польщі від чеського королівства.
Перший спомин про замок датується 1349 роком, коли було згадано бендзинського бурграфа Вєрнка. У 1364 році в замку гостював імператор Священної Римської імперії та чеський король Карл IV.
У січні 1588 року кілька днів в замку, в якості в'язня Яна Замойського, провів Максиміліан III Австрійський, який здійснив невдалу спробу захопити польський престол. У березні 1589 року було підписано Битомсько-бендзинський трактат, згідно з яким Габсбурги визнали польським королем Сигізмунда III Вазу.
У 1616 році замок був частково зруйнований внаслідок пожежі, а в 1655 році був знову спалений і зруйнований шведськими військами. Потому його було частково відновлено. В замку гостювало кілька польських королів, зокрема: Генріх III у 1574 році, Ян ІІІ Собеський по дорозі до Відня в 1683 році, Август II Фрідріх в 1697 році.
Остаточний занепад замку наступив наприкінці XVII століття, після того, як старостами в Бендзині стали представники родини Мершевських.
Після того, як у 1825 році фрагментом замку, що раптово відпав, було вбито випадкового перехожого було прийнято рішення розібрати руїни. Однак рішення не встигли реалізувати, адже вже невдовзі було прийнято рішення про охорону пам'яток історії на теренах Королівства Польського. У 1833 році комісар Польського банку граф Едвард Рачинський захопився мальовничим розташуванням замку та вирішив його відбудувати, доручивши цю місію італійському архітектору Франческо Марії Ланчі. До готичного замку було додано псевдоготичні елементи — кренеляжі на мурах та вежах, цегляну облямівку вікон, сліпі машикулі; також було перебудовано головний будинок замку та знижено вежу. Не зважаючи на здійснену реконструкцію, вже близько 1850 року замок знову починає перетворюватися на руїну.
У 1928 році виникло Товариство опіки над замковою горою, яке мало на меті відбудову замку. Однак ці плани так і не було реалізовано.
Після Другої світової війни, у 1952—1956 роках було здійснено реставрацію замку, внаслідок якої він набув сучасного вигляду.

## Сучасність
З 1956 року в замку розташований Музей Заглемб'я. В замку представлена експозиція, що стосується історії міста Бендзина та замку, а також виставлено зразки старовинної зброї. У замковому дворі знаходиться стилізована лицарська корчма, окрім того, щороку поруч із замком відбуваються фестивалі історичних реконструкторів.

## Архітектура
Спочатку замок мав лише циліндричну вежу, діаметром 10,7 метрів, яку було побудовано з місцевого каміння на північно-східній стороні замкового пагорба. Вхід до неї знаходився на третьому, з існуючих чотирьох, поверхів.
Під час чергової розбудови замку було споруджено п'ятиповерхову вежу з основою наближеною до квадрата розмірами  9 × 8,5 м, до якої дещо пізніше було добудовано чотириповерховий житловий будинок. Ймовірно, що через нього здійснювався вхід до замку. Існує також інша гіпотеза, яка опирається на панорамі Бендзина Матіаса Герунга, згідно з якою, квадратної вежі не було, натомість на житловий будинок був дещо більшим. Замковий двір спочатку знаходився на 2 метри нижче, ніж сьогодні.
Мури замку було споруджено за допомогою техніки "opus emplectum", яка полягає у викладанні зовнішньої та внутрішньої частини муру з отесаних кам'яних блоків (часом з цегли), з'єднанні їх вапняним розчином та заповненню простору між ними дробленим каменем. Основним елементом, що використовувався для побудови замку був доломітовий бутовий камінь.
Верхній замок оточували два мури з брамами, між якими знаходилась дорога, що вела на замковий двір. Нижній замок, який існує у наш час лише у вигляді залишків фундаментів, знаходився на захід від верхнього та мав додатковий оборонний мур, чотирибічну вежу і браму, яка виходила на північ.

## Зображення

Види Бендзинського замку
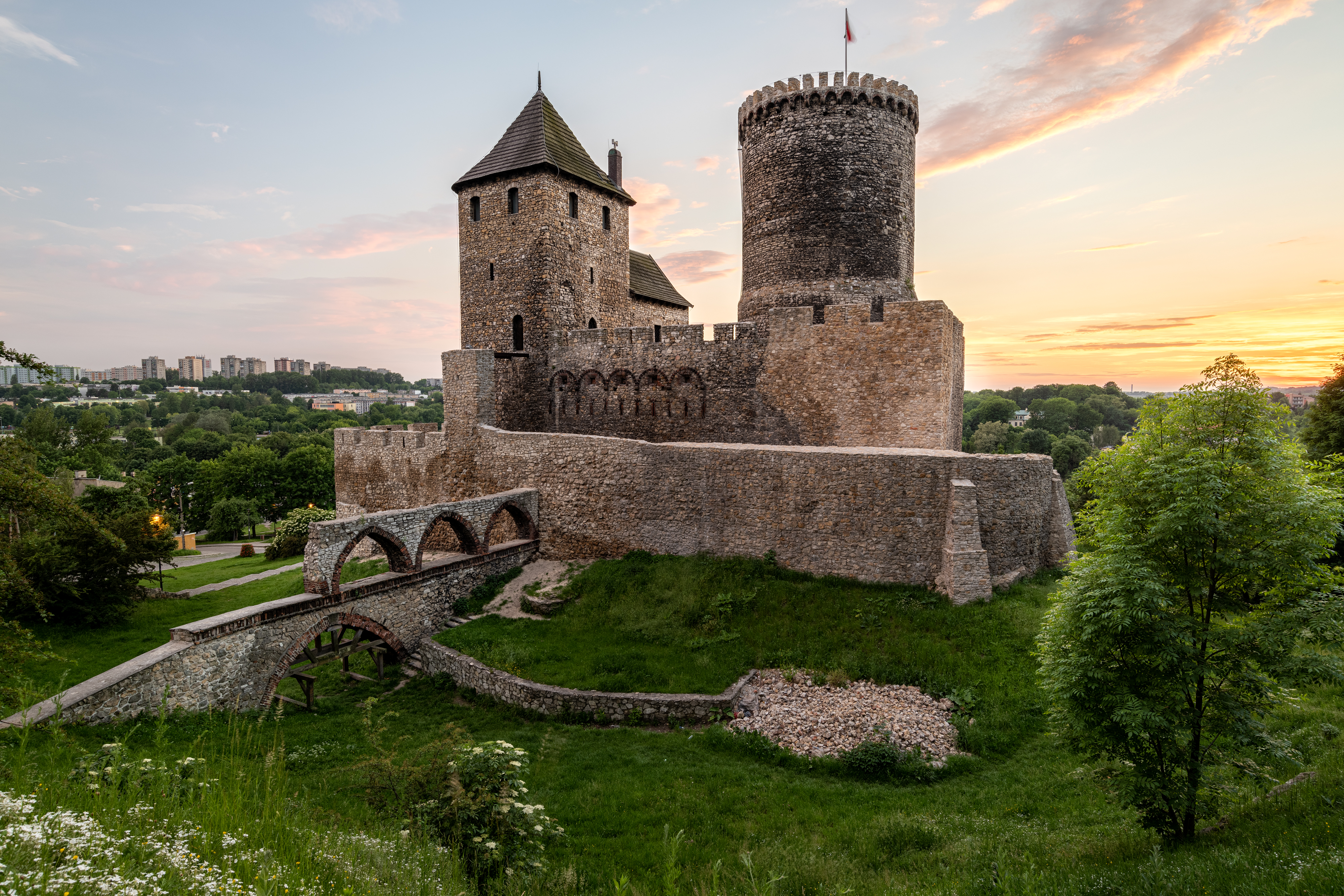
Панорама замку
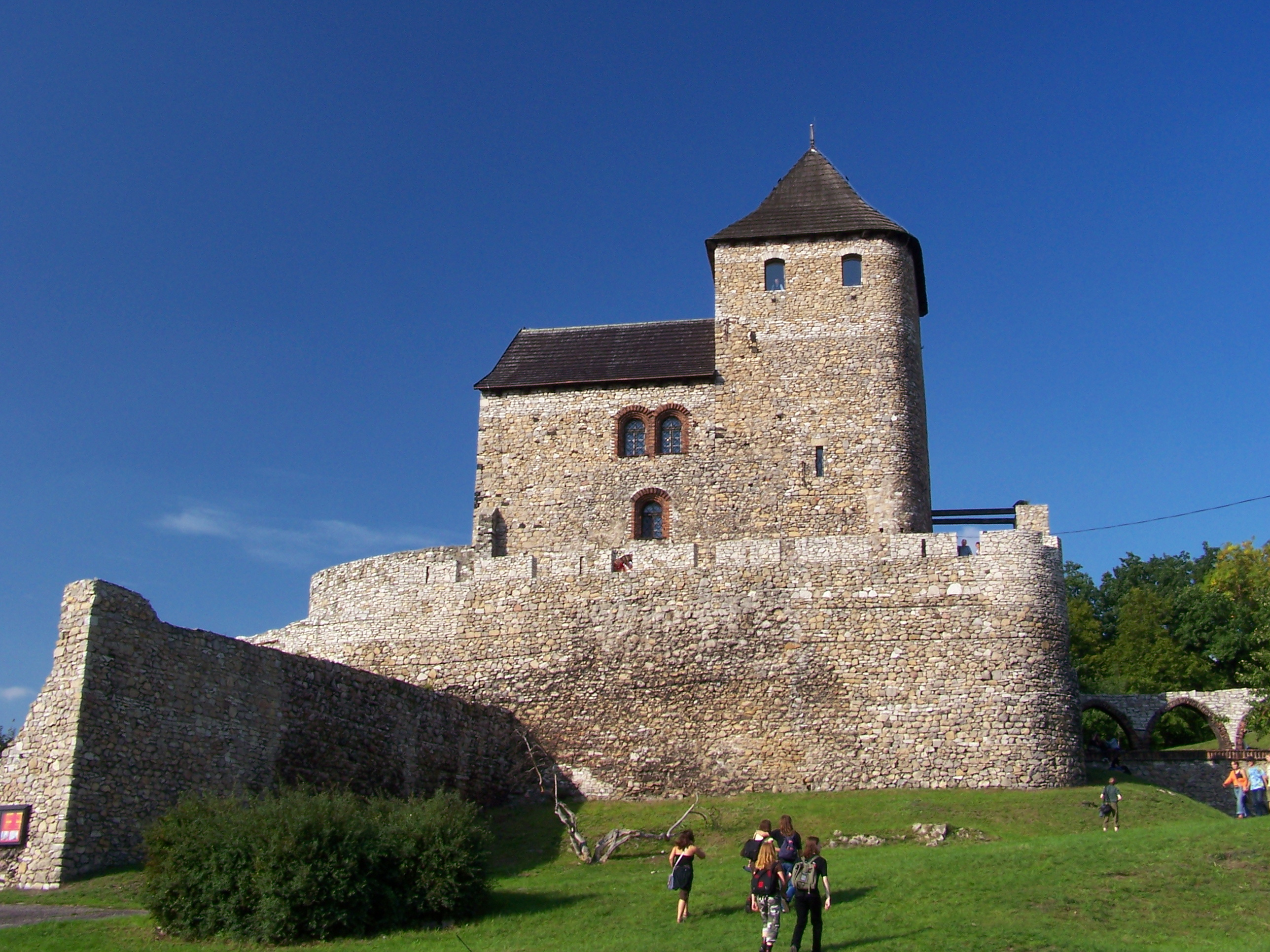
Вигляд замку
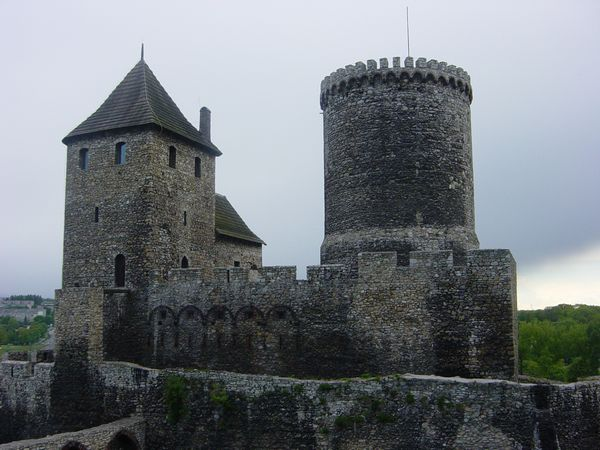
Вигляд замку
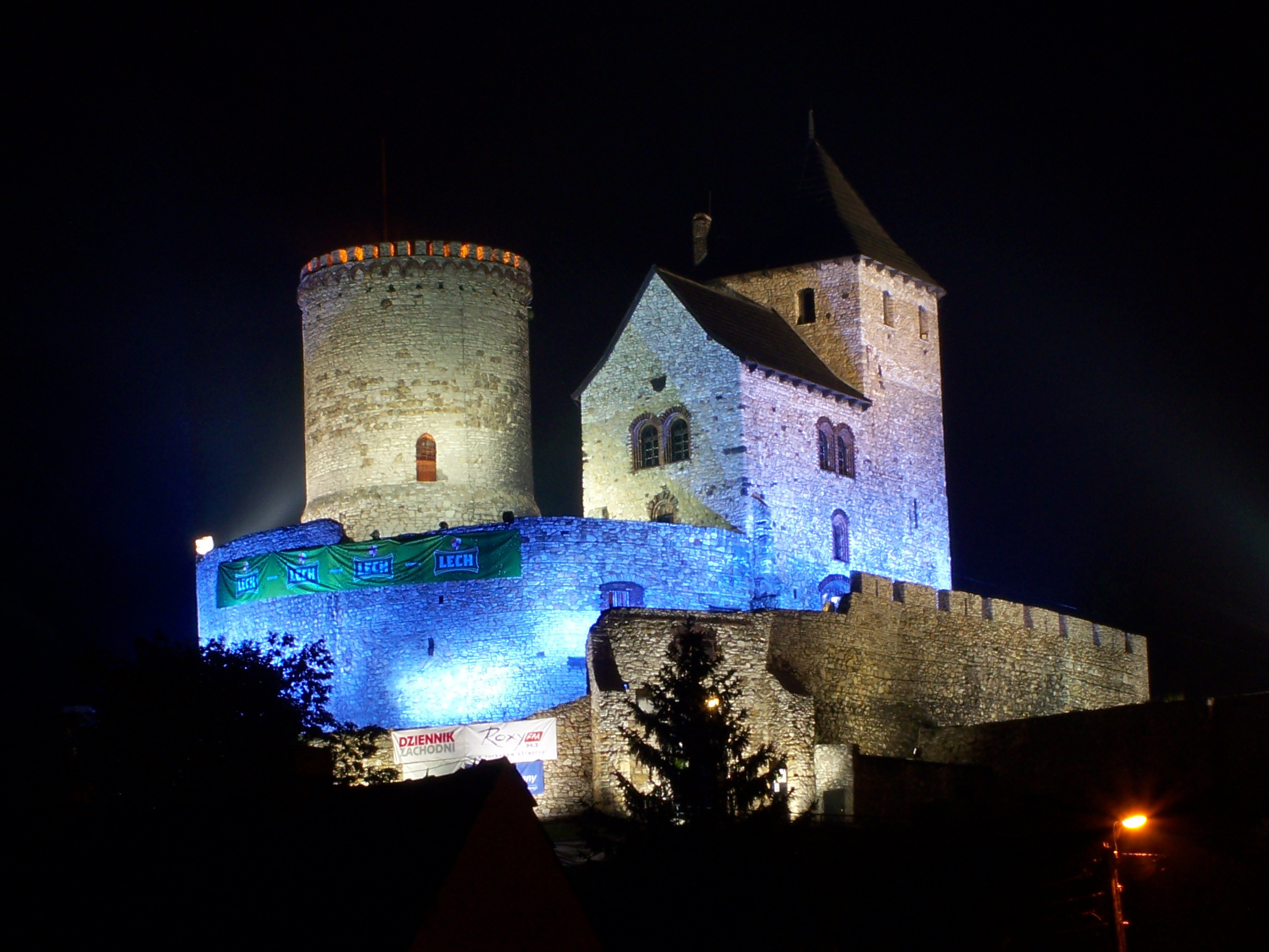
Замок вночі
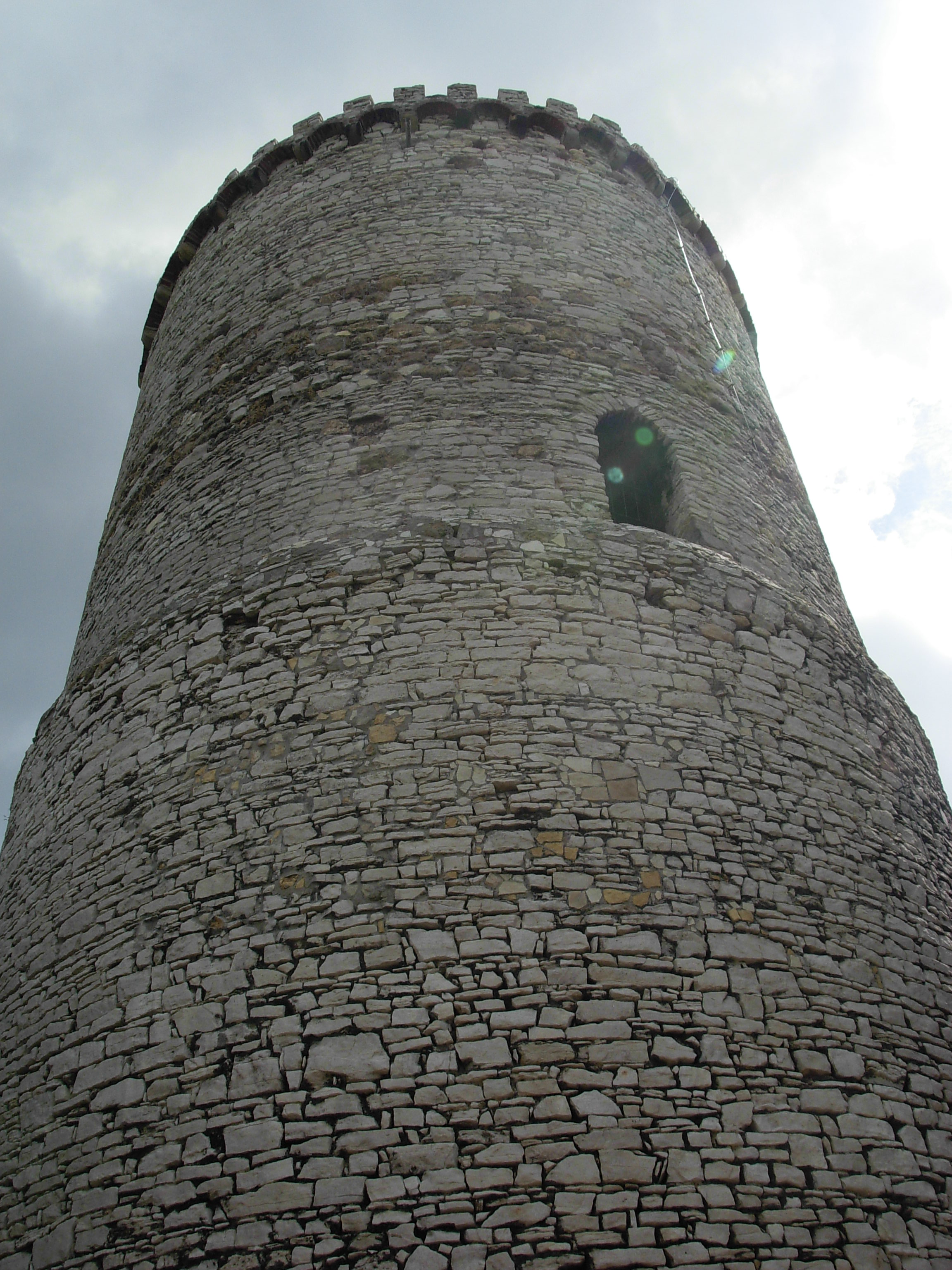
Замкова вежа
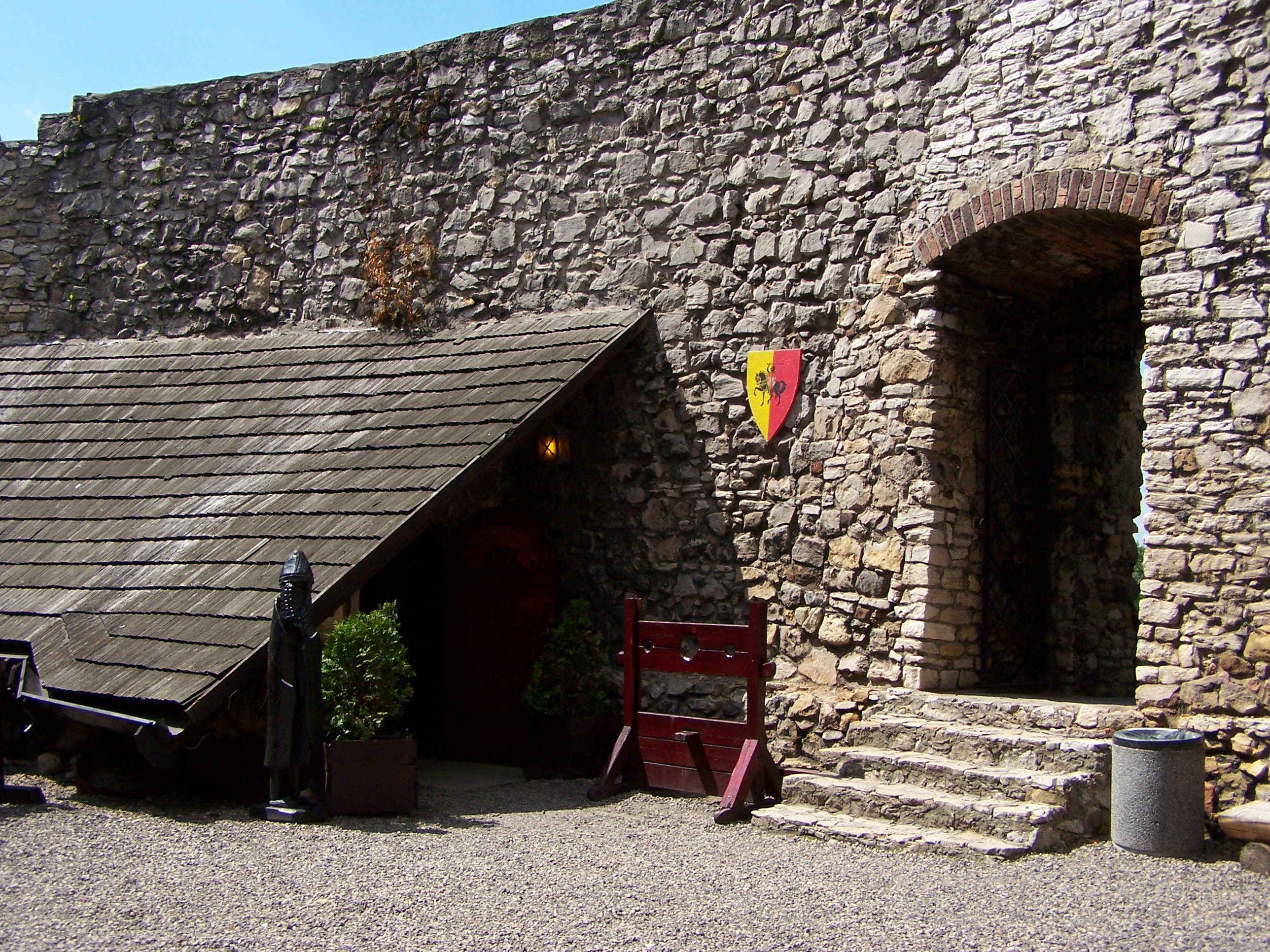
Замковий двір